# Jean-Pierre Kotta
Jean-Pierre Kotta (* 3. Mai 1956) ist ein ehemaliger zentralafrikanischer Basketballspieler.

## Karriere
Kotta nahm mit der Nationalmannschaft der Zentralafrikanischen Republik bei den Olympischen Sommerspielen 1988 in Seoul teil. Das Team kam auf Rang zehn.